# Raoul Roßmann
Raoul Roßmann (* 1985) ist ein deutscher Unternehmer und Sohn von Dirk Roßmann, dem Gründer und Geschäftsführer der inhabergeführten Drogeriemarktkette Rossmann.

## Leben
Nach dem Abitur 2004 studierte Roßmann Betriebswirtschaftslehre in Hannover und London. Das Studium schloss er mit einem Bachelor of Arts im Jahr 2009 ab. Im Jahr 2010 erhielt er einen Master of Science von der University of Westminster.
Bereits mit 25 Jahren übernahm er die ersten Führungsaufgaben innerhalb des Konzerns. Im Jahr 2015 wurde Raoul Roßmann in die Geschäftsführung der Dirk Roßmann GmbH berufen.
Am 30. September 2021 gab der Unternehmensgründer Dirk Roßmann die Geschäftsführung an Raoul Roßmann ab. Dirk Roßmann bleibt im Beirat sowie Geschäftsführer und Sprecher der Rossmann Beteiligungs GmbH, die einen Anteil von 60 Prozent an den Drogeriemärkten hält.